# Салтыкова, Екатерина Васильевна
Светлейшая княгиня Екатери́на Васи́льевна Салтыко́ва (урождённая княжна Долгору́кова; 21 апреля 1791—18 января 1863) — фрейлина, гофмейстерина российского императорского двора, кавалерственная дама ордена Святой Екатерины большого креста (28.08.1856) и баварского Ордена Терезы (1858).

## Биография
Дочь действительного тайного советника князя Василия Васильевича Долгорукова и княжны Екатерины Фёдоровны Барятинской. Родилась в Петербурге в доме родителей своих на ул. Большой Морской, где и прошли её первые годы жизни. В 1799 году Долгоруковы подверглись опале со стороны императора Павла I, а весной 1800 года они с тремя детьми уехали за границу. Сыновья Долгоруковых, Василий и Николай, в 1802 году были определены в Страсбургский университет, а дочь Екатерина осталась при родителях.
Она получила домашнее воспитание, была хорошей музыкантшей и танцовщицей. Долгоруковы много путешествовали по Европе, два года они провели в Дрездене, жили в Париже. В 1803 году они путешествовали по Швейцарии и Италии, зиму 1804—1805 годов провели в Неаполе, в 1806 году жили в Вене, а летом 1807 года вернулись в Россию. В Петербурге Долгоруковы поселились в нанятом доме графа Н. И. Салтыкова на Дворцовой набережной, некогда подаренном фельдмаршалу императрицей Екатериной II. Из-за долгого отсутствия семейство Долгоруковых было вновь представлено ко двору. 22 июля 1808 года Екатерина Васильевна была пожалована в фрейлины.  

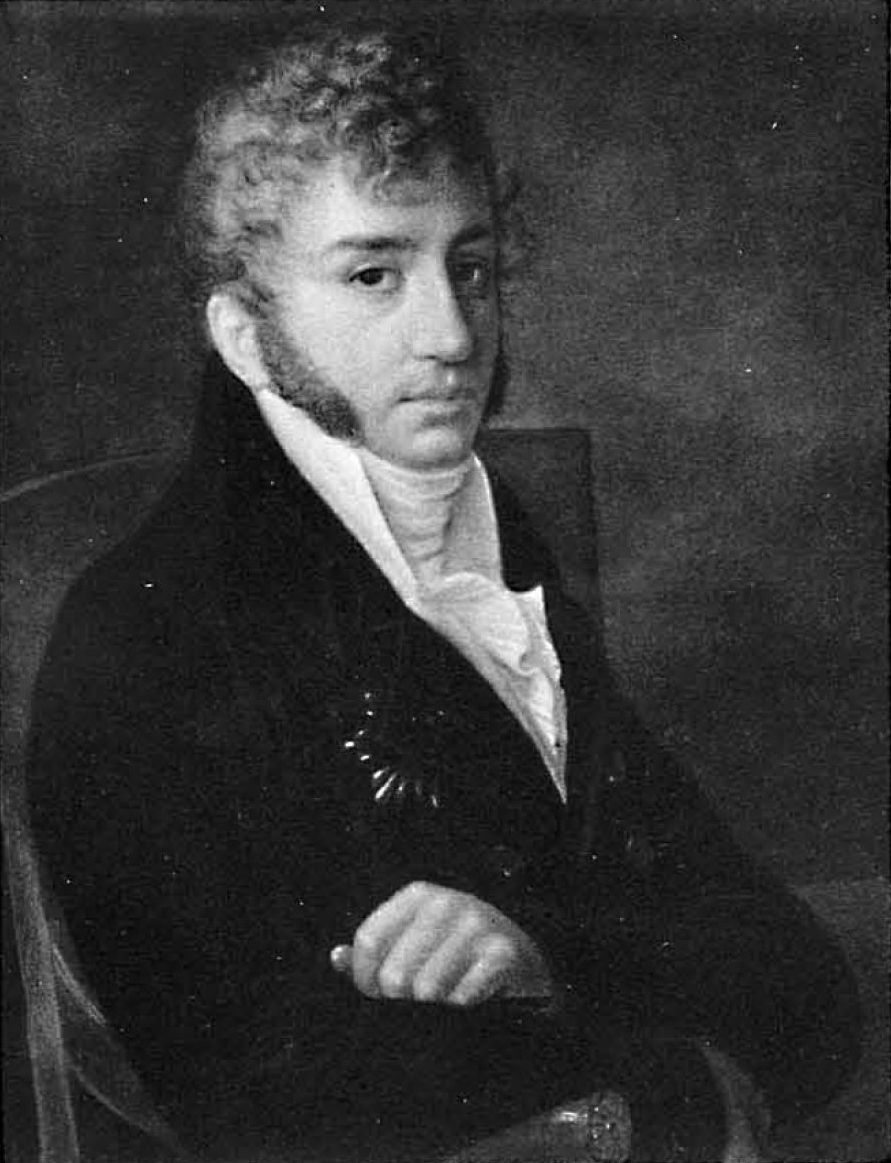
Сергей Николаевич Салтыков

Вскоре она вышла замуж за графа Сергея Николаевича Салтыкова (1777—1828), младшего сына Н. И. Салтыкова. Венчание было 28 октября 1808 года в Петербурге в церкви Вознесения при Адмиралтейских слободах. Брак оказался неудачным. Император Александр I предлагал Екатерине Васильевне развести её с мужем и устроить новую партию. Но отличаясь религиозностью и благочестием, она отклонила предложение императора. Мать Л. Н. Толстого, княжна Волконская, писала в 1810 году о Салтыковой:
Наслышавшись много о ней, я радовалась, что нашла случай узнать её. Она показалась мне очень скромной; смотря на неё, я сожалела, что столь молодая и приятная женщина выдана за человека, который, как сказывают, не может сделать её счастливою.
 30 августа 1814 года Салтыковы были возведены в княжеское достоинство Российской империи с титулом светлости. В 1828 году Екатерина Васильевна овдовела, детей у неё не было. После смерти князя Салтыкова К. Я. Булгаков известил письмом брата в Москве, не только о кончине князя, но и об отсутствии у того завещания:
Князь Сергей Николаевич Салтыков умер вчера. Духовной не сделал; следовательно, жена его получит только седьмую часть с имения, а он, говорят, хотел оставить ей все, пока был жив. Все жалеют о княгине Салтыковой. Да и подлинно, хоть бы муж ей дом оставил…

Екатерина Салтыкова (1812)

Оставшись без дома, княгиня приобрела у дочери министра финансов графа Д. А. Гурьева — М. Д. Гурьевой (жены министра иностранных дел графа К. В. Нессельроде), дом на набережной Невы, расположенный совсем рядом к дворцу, где княгиня Салтыкова продолжала свою службу. По свидетельству современницы, «княгиня Катиш Салтыкова очень похорошела после того, как овдовела».
Екатерина Васильевна прослужила всю жизнь при дворе, будучи одним из самых близких лиц к царской фамилии. 30 июня 1835 года была пожалована в статс-дамы. С 1840 по 1855 год была гофмейстериной при дворе цесаревича Александра Николаевича. С вступлением на престол Александра II княгиня Салтыкова была гофмейстериной императрицы. 28 августа 1856 года награждена орденом Святой Екатерины большого креста. Пользовалась большим влиянием и силой при дворе.

Любимица великой княгини Марии Александровны, М. А. Паткуль, урождённая маркиза де-Траверсе, не раз упоминала в своих записках имя суровой светлейшей княгини, которая неблагосклонно смотрела на любое отклонение от этикета. Фрейлина А. Ф. Тютчева называла княгиню Салтыкову «матушкой Гусыней». Познакомившись с ней в 1853 году, она записала в своем дневнике:
Сегодня я нанесла визит княгине Салтыковой... Она прекрасно меня приняла и предложила своё покровительство во время визитов... Это величественная дама с остатками былой красоты и важными манерами. Должно быть, она не особенно умна, но несомненно обладает торжественной самоуверенностью посредственности, скрытой под аристократичеким лоском, составлявими суть великосветских дам Франции периода империи. У нас особы такого рода редки, но княгиня Салтыкова и по своему воспитанию должна быть близка королевской Франции.

## Благотворительность
В 1846 году набожная княгиня Салтыкова купила принадлежащую А. М. Сухаревой (урождённой Полторацкой) дачу на реке Охте, где основала богадельню для бедных женщин. Для этой богадельни академик В. П. Львов в 1847 году разработал утвержденный 29 ноября 1847 проект одноглавого с портиком каменного храма размером 8,5 на 5,5 саженей. Храм с небольшой деревянной колокольней, возводимый также на средства Салтыковой, был готов через два с небольшим года и освящён 6 сентября 1850 в честь небесной покровительницы княгини — святой Екатерины. Из её моленной в храм были переданы 37 больших и малых образов (в том числе старинных), которые помещались в особом киоте. Иконы в иконостасе принадлежали кисти В. М. Пешехонова. К числу чтимых образов относились «Казанская Божия Матерь» и «Св. Екатерина» в ризах с драгоценными камнями. С 1853 по окрестностям, на пятой неделе после Троицы, совершался крестный ход.
На содержание богадельни Екатерина Васильевна завещала 12 тыс. рублей серебром и имение с 1150 душами. В церкви находился фамильный склеп семьи Салтыковых, в котором княгиня была похоронена в 1863 году.
В 1900-х годах в богадельне на полном призрении проживало 14 женщин. В 1918 причт хлопотал об открытии при богадельне своего кладбища. Богадельня прекратила существование в начале 1920-х, храм закрыли в 1935, а его остатки разобрали в 1960-е. На месте имения были построены складские помещения.